# Colpotrochia watanka
Colpotrochia watanka là một loài tò vò trong họ Ichneumonidae.